# Cardioglossa annulata
Cardioglossa annulata é uma espécie de anfíbio anuro da família Arthroleptidae. Está presente em República do Congo. Foi introduzida em República do Congo.